# نصرالله (نام خانوادگی)
نام خانوادگی نصرالله می‌تواند به افراد زیر اشاره داشته‌باشد:
- امیلی نصرالله
- سید حسن نصرالله
- یسری نصرالله